# Alfred Kröner Verlag
Pour les articles homonymes, voir Verlag.
Alfred Kröner Verlag est une maison d'édition allemande fondée en 1904 er dont le siège est situé à Stuttgart. 
La ligne éditoriale comprend des ouvrages de référence, des textes clés dans les sciences humaines et le format de poche.